# Notopappus
 Notopappus   Klingenb., 2007 è un genere di piante angiosperme dicotiledoni della famiglia delle Asteraceae, sottofamiglia Asteroideae, tribù Astereae (North American lineage) e sottotribù Machaerantherinae.

## Etimologia
Il nome del genere deriva da due parole greche: "Νότος" (= sud o australe) e "πᾶππος" (= pappo); ossia  "pappo meridionale" o "pappo australe", alludendo alla distribuzione geografica di molte specie di questo genere, che si trovano principalmente nell'emisfero australe.
Il nome scientifico del genere è stato definito dal botanico Lieselotte Klingenberg nella pubblicazione " Bibliotheca Botanica. Kassel" (  Biblioth. Bot. 157: 69) del 2007.

## Descrizione
La struttura floreale delle piante di questo genere è quella tipica delle "composite" ossia sono composte da un capolino terminale più o meno peduncolato di tipo radiato o disciforme. Il capolino è formato da un involucro, con forme da cilindriche a campanulate, composto da diverse brattee, al cui interno un ricettacolo fa da base ai fiori di due tipi: fiori del raggio e fiori del disco. Le brattee, piatte e a consistenza erbacea, sono disposte in modo più o meno embricato su più serie. Il ricettacolo (con o senza pagliette) a protezione della base dei fiori ha delle forme piatte o da convesse a coniche.
I fiori sono tetra-ciclici (formati cioè da 4 verticilli: calice – corolla – androceo – gineceo) e pentameri (calice e corolla formati da 5 elementi). In genere si distinguono in:
- fiori del raggio (esterni): sono femminili e sono disposti su alcune serie; la forma è ligulata (zigomorfa);
- fiori del disco (centrali): sono più numerosi con forme brevemente tubulose (attinomorfe); sono ermafroditi o (raramente) funzionalmente maschili.

Formula fiorale: 
*/x K {\displaystyle \infty }, [C (5), A (5)], G 2 (infero), achenio
L'androceo (parte maschile del fiore) è formato da 5 stami sorretti da filamenti generalmente liberi; gli stami sono connati e formano un manicotto circondante lo stilo. L'ovario (gineceo: parte femminile del fiore) è infero uniloculare formato da 2 carpelli.
I frutti sono degli acheni con pappo.

## Biologia
Impollinazione: l'impollinazione avviene tramite insetti (impollinazione entomogama tramite farfalle diurne e notturne).

Riproduzione: la fecondazione avviene fondamentalmente tramite l'impollinazione dei fiori (vedi sopra).

Dispersione: i semi (gli acheni) cadendo a terra sono successivamente dispersi soprattutto da insetti tipo formiche (disseminazione mirmecoria). In questo tipo di piante avviene anche un altro tipo di dispersione: zoocoria. Infatti gli uncini delle brattee dell'involucro (se presenti) si agganciano ai peli degli animali di passaggio disperdendo così anche su lunghe distanze i semi della pianta. Inoltre per merito del pappo il vento può trasportare i semi anche a distanza di alcuni chilometri (disseminazione anemocora).

## Distribuzione e habitat
Le specie di questo genere sono distribuite in Cile e Argentina.

## Sistematica
La famiglia di appartenenza di questa voce (Asteraceae o Compositae, nomen conservandum) probabilmente originaria del Sud America, è la più numerosa del mondo vegetale, comprende oltre 23.000 specie distribuite su 1.535 generi, oppure 22.750 specie e 1.530 generi secondo altre fonti (una delle checklist più aggiornata elenca fino a 1.679 generi). La famiglia attualmente (2021) è divisa in 16 sottofamiglie; la sottofamiglia Asteroideae è una di queste e rappresenta l'evoluzione più recente di tutta la famiglia.

### Filogenesi
La tribù Astereae (una delle 21 tribù della sottofamiglia Asteroideae) comprende circa 40 sottotribù. In base alle ultime ricerche nella tribù sono stati individuati (provvisoriamente) 5 principali lignaggi:
- Basal grade: include alcuni generi isolati, il gruppo "South American-Oceania",  alcune sottotribù africane e il gruppo dei generi legnosi del Madagascar.
- Bellis lineage: comprende le sottotribù eurasiatiche e una sottotribù africana.
- Aster lineage: include i generi asiatici di Asterinae e i principali gruppi dell'Australia e dell'Oceania.
- Baccharis lineage: include alcuni gruppi sudamericani.
- North American lineage: include la vasta gamma di sottotribù del Nordamerica, Messico e alcuni gruppi distribuiti nel Sudamerica.

Il genere  Notopappus  (insieme alla sottotribù Machaerantherinae) è incluso nel lignaggio "North American lineage". Attualmente la sottotribù è suddivisa in 5 gruppi informali: Basal grade - Machaeranthera group - Haplopappus group - Xanthocephalum group - Lessingia group. Questo genere si trova nel "Haplopappus group".

### Elenco delle specie
Questo genere ha 5 specie:
- Notopappus ameghinoi (Speg.) Klingenb.
- Notopappus andinus  (Phil.) Klingenb.
- Notopappus chryseus  (Kuntze) Klingenb.
- Notopappus pectinatus  (Phil.) Klingenb.
- Notopappus prunelloides  (Poepp. ex Less.) Klingenb.

### Sinonimi
Sono elencati alcuni sinonimi per questa entità:
- Chrysophthalmum Phil.